# Krizno obdobje
Krizno obdobje je slovenska TV drama iz leta 1981 in režiserjev celovečerni prvenec.
Presnemavanje na 35 mm film je zaardi pomanjkanja sredstev v Sloveniji financiral beograjski Art film. Leta 2015 so film ob 20. obletnici ustanovitve Filmskega sklada RS predvajali digitalizirano in restavrirano verzijo. Do takrat je bila v Sloveniji le 35mm kopija z nemškimi podnapisi.

### Zgodba
Pavle Komel, študent psihologije, doma iz Pirana, se po enoletni prekinitvi študija vrne v Ljubljano. Sreča dekleti, ki ju mečejo iz stanovanja in z njima ostane čez noč. Naslednji dan gre v Suho krajino delat anketo o TV programu. Podeželani radi pokramljajo z njim še o čem drugem. Dvomi v smiselnost svojega študija.

## Ustvarjalci o filmu
Režiserju Slaku je presnemavanje filma s 16 mm na 35 mm trak pokazalo eno izmed možnosti, kako narediti film ceneje. Za amaterske igralce se je odločil zaradi prepričljivosti. Glede problematike delavcev zdomcev je menil, da je storil dovolj, ko je pokazal na njihovo prisotnost v naši družbi.

## Kritike
Vesna Marinčič (Delo) je zapisala, da je bil začetnik Slak v posnemanju resnice dosleden in pošten, da je za pripoved izbral košček iz življenja nekega fanta, ki obstaja in je nemara celo njegov prijatelj ali pa vsaj vrstnik ter da je bil ta fant pripravljen ponoviti ali odigrati svoje krizno obdobje in tako navzven obrniti svojo notranjost za ljubitelje umetnosti, kar jih je v mali deželi malo pripravljeno narediti. Del filma z anketo se ji je zdel odličen. Slaku je priznala, da se je iztrošenemu žanru igrane dokumentarnosti približal z drugega, novega kota. Všeč so ji bili igralci amaterji, ker pred kamero niso imeli zadrege. Med nepozabnimi »tipi« je navedla pesnika v kratkih hlačah, tatu koles in anketirano gospodinjo, ki Pavlu peče omleto.

## Zasedba
- Roberto Battelli: Pavle Komel

## Ekipa
- fotografija: Radovan Čok
- montaža: Sonja Peklenk
- scenografija: Ranko Mascarelli
- kostumografija: Daša Sem

## Nagrade

### Teden domačega filma 1981
- srebrna plaketa Metod Badjura z diplomo in 10.000 dinarjev za režijo (zlata plaketa po odločitvi žirije ni bila podeljena. sestava žirije: predsednik Marjan Brezovar, Matjaž Klopčič, Rapa Šuklje, Slavko Pezdir in Zdenko Vrdlovec)
- debitant leta: Roberto Battelli, kot priznanje prejel likovno delo akademskega kiparja Vasilija Četkovića-Vaska. (žirija: Anica Kumer, Štefan Žvižej (predstavnik ZKO Celje) in Miha Brun (novinar revije Stop)

vir